# Komet LINEAR 16
Komet LINEAR 16 ali 216P/LINEAR je periodični komet z obhodno dobo okoli 7,6 let.

 Komet pripada Jupitrovi družini kometov .

## Odkritje
Komet so odkrili 1. februarja 2001 v programu LINEAR (Lincoln Near-Earth Asteroid Research).

## Lastnosti
Ob odkritju je imel magnitudo 19,0. Leta 2008 je imel magnitudo 20,9 .